# أمير فيليتش
أمير فيليتش مواليد 28 مارس 1999 في البوسنة والهرسك، هو لاعب كرة قدم بوسني. يلعب كمدافع.

## المسيرة الاحترافية

### أندية لعب لها
- نادي جيلييزنيتشار ساراييفو

## روابط خارجية
- أمير فيليتش على موقع قاعدة بيانات كرة القدم.إي يو (الإنجليزية)
- أمير فيليتش على موقع Soccerway.com (الإنجليزية)